# John Gilmour, 2. Baronet

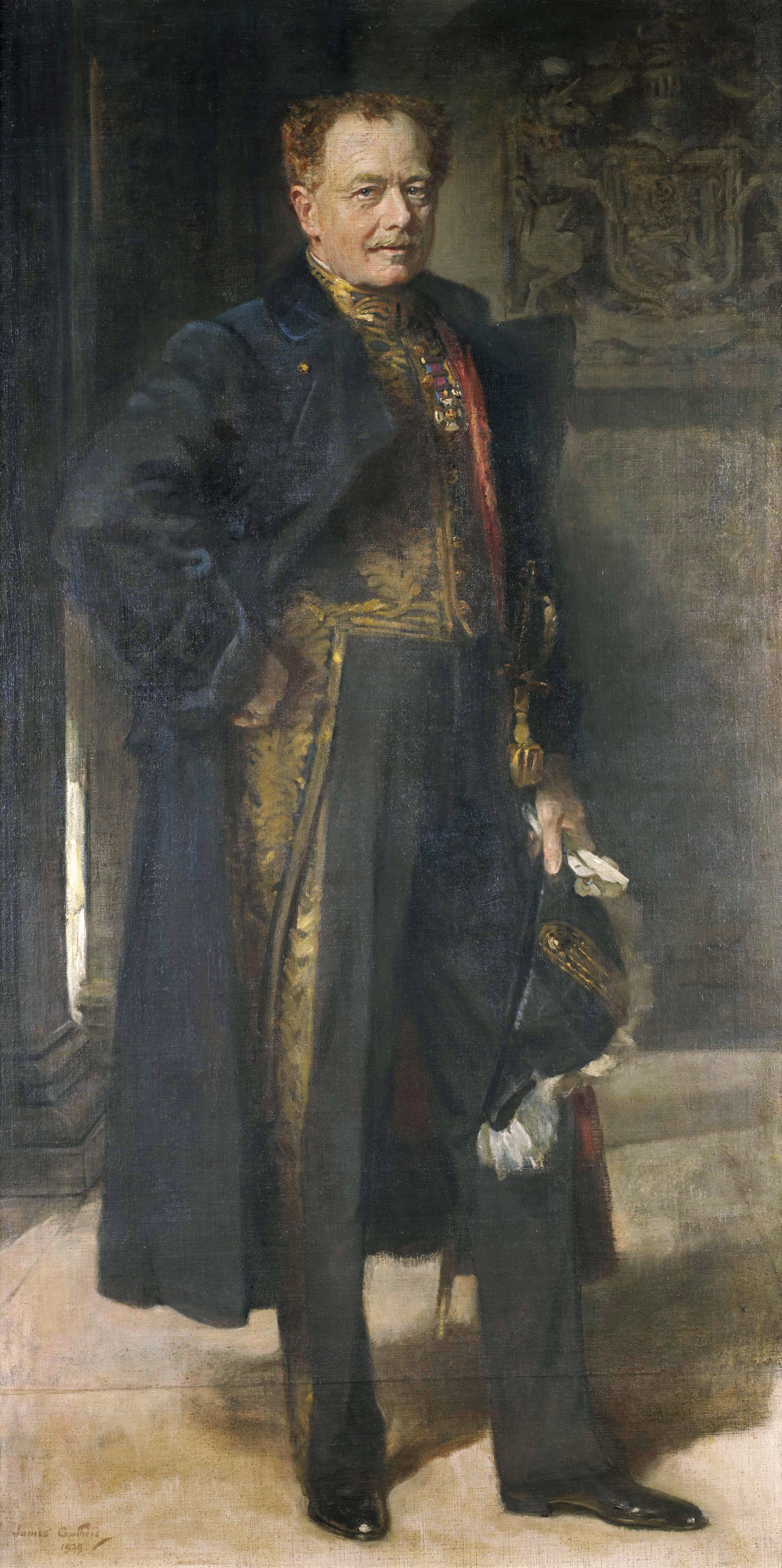
Sir John Gilmour, 2. Baronet, 1924

Sir John Gilmour, 2. Baronet GCVO DSO PC TD JP DL (* 27. Mai 1876; † 30. März 1940) war ein schottischer Politiker und Offizier.

## Leben
Gilmour wurde 1876 als zweites Kind von Sir John Gilmour, 1. Baronet und dessen Ehefrau Henrietta geboren. Er schlug eine militärische Laufbahn ein und diente sowohl im Zweiten Burenkrieg wie auch im Ersten Weltkrieg. Für seine Dienste wurde Gilmour mit der Territorial Decoration sowie 1918 mit dem Distinguished Service Order ausgezeichnet. In der Fife and Forfar Yeomanry bekleidete er den Rang eines Oberstleutnants. 1931 wurde er zum Oberst befördert. 1936 fungierte Gilmour außerdem als Brigadier der Royal Company of Archers.
Am 9. April 1902 ehelichte Gilmour Mary Louise Lambert. Das Ehepaar hatte zwei Kinder, Anne Margaret (* 1909) und John Edward (* 1912). Nach dem Ableben seiner Frau im Januar 1919 heiratete Gilmour am 17. April 1920 Violet Agnes Lambert. Aus der Ehe ging mit Daphne Mary (* 1922) ein weiteres Kind hervor. Beim Tod seines Vaters erbte er 1920 dessen Adelstitel eines Baronet, of Lundin and Montrave in the County of Fife and of South Walton in the County of Renfrew. 1922 wurde Gilmour in das Privy Council eingeführt. Im Laufe der Jahre verliehen drei Universitäten, St Andrews, Glasgow und Edinburgh, Gilmour juristische Ehrendoktorate. Zwischen 1926 und 1929 war er als Rektor der Universität Edinburgh eingesetzt. Des Weiteren fungierte er als Deputy Lieutenant von Fife. 1935 wurde er als Knight Grand Cross in den Royal Victorian Order aufgenommen. Zwischen 1938 und 1939 fungierte er als Lord High Commissioner to the General Assembly of the Church of Scotland.

## Politischer Werdegang
Erstmals trat Gilmour bei den Unterhauswahlen 1906 zu Wahlen auf nationaler Ebene an. Er bewarb sich für die Conservative Party um das Mandat des Wahlkreises East Fife. Er unterlag jedoch dem Liberalen und späteren Premierminister Herbert Henry Asquith. Bei den Unterhauswahlen im Januar 1910 kandidierte Gilmour im Wahlkreis East Renfrewshire, dessen Mandat der Liberale Robert Laidlaw bei den vorangegangenen Wahlen errungen hatte. Gilmour setzte sich gegen Laidlaw durch und zog in der Folge erstmals in das britische Unterhaus ein. Bei den folgenden Wahlen im Dezember 1910 hielt er sein Mandat gegen den liberalen Herausforderer Ian Macpherson. Zwischen 1913 und 1915 fungierte Gilmour als stellvertretender Whip der unionistischen Fraktion im Parlament.
Zu den Unterhauswahlen 1918 trat Gilmour nicht mehr im Wahlkreis East Renfrewshire an. Das Mandat ging an den Liberalen Joseph Johnstone. Stattdessen bewarb sich Gilmour, seit 1912 als Mitglied der Unionist Party, um das Mandat des neugeschaffenen Wahlkreises Glasgow Pollok. Er gewann das Mandat ohne Gegenkandidat und hielt es bei sämtlichen folgenden Wahlen bis zu seinem Tod im Jahre 1940.
Im Parlament übernahm er 1919 die Rolle des Whips. Zwischen 1921 und 1922 und ein weiteres Mal von 1923 bis 1924 fungierte Gilmour als einer der Junior Lords of Treasury. Ab 1924 hatte er die Position des Schottlandministers inne und füllte sie bis 1929 aus. Von 1931 bis 1932 war er als Staatssekretär für Landwirtschaft und Fischerei eingesetzt und wurde dann bis zum Ende der Wahlperiode 1935 zum Innenminister ernannt. Zwischen 1939 und 1940 fungierte er schließlich als Staatssekretär für Schiffswesen. Insgesamt sind 6435 Beiträge Gilmours im Parlament verzeichnet.